# ORP Piorun (G65)
ORP Piorun (G65) là một tàu khu trục lớp N đã phục vụ cùng Hải quân Ba Lan trong Chiến tranh Thế giới thứ hai. Được Hải quân Hoàng gia Anh đặt lườn như là chiếc HMS Nerissa, nó được giao cho Ba Lan như là chiếc Piorun (tiếng Ba Lan: "Tia chớp") vào năm 1940. Hoạt động nổi bật nhất của nó trong chiến tranh là đã đụng độ với Bismarck trong trận chiến sau cùng của chiếc thiết giáp hạm Đức. Sau chiến tranh nó được hoàn trả cho Anh như là chiếc HMS Noble năm 1946 và bị tháo dỡ năm 1955.

## Thiết kế và chế tạo
Con tàu được chế tạo tại xưởng tàu của hãng John Brown & Company ở Clydebank, Glasgow. Nó được đặt lườn vào tháng 7 năm 1939, được hạ thủy vào ngày 7 tháng 5 năm 1940 và hoàn tất vào ngày 4 tháng 11 năm 1940. Thoạt tiên được cho nhập biên chế cùng Hải quân Hoàng gia Anh như là chiếc HMS Nerissa, nó được chuyển giao cho chính phủ lưu vong Ba Lan để thay thế cho tàu khu trục ORP Grom, vốn bị mất tại khu vực bờ biển Na Uy vào ngày 4 tháng 5 năm 1940.